# Bild
Bild (anche Bild-Zeitung, come è chiamato in Germania) è un quotidiano di tipo tabloid tedesco, fondato nel 1952 da Axel Springer. Diffuso anche nel resto d'Europa, ha una tiratura giornaliera di oltre 5 milioni di copie e secondo il report annuale della World Association of News Publishers (WAN-IFRA) è la prima testata europea per diffusione. 

## Storia
Nato nel 1952, Bild è stampato in 14 tipografie (anche in alcune località turistiche estere predilette dai tedeschi) e in 31 edizioni locali, che hanno sede nelle principali città dei sedici länder della Germania.

## Linea editoriale
Oltre all'informazione vera e propria, il giornale punta molto sull'aspetto scandalistico delle notizie, sul gossip e la cronaca rosa. I titoli sono scritti a caratteri grandi, accompagnati da molte fotografie, le notizie sono brevi e concise, ma soprattutto semplici e sempre tra il serio e il faceto. Per quasi 28 anni ha pubblicato in prima pagina foto di donne in topless, un'usanza abolita dopo l'8 marzo 2012 per una decisione del personale.
Altro aspetto che caratterizza la linea editoriale di Bild è il fatto di essere sempre pungente e di formulare giudizi al vetriolo sugli aspetti negativi della vita tedesca e, più in generale, europea. Per quanto concerne l'Italia, è memorabile quanto pubblicato da Bild alla vigilia della semifinale Germania-Italia al Campionato mondiale di calcio 2006 tenutosi in Germania, allorché il popolo italiano fu definito «mangiaspaghetti» e questo sull'onda del settimanale Der Spiegel che aveva definito gli italiani dei «parassiti».

## Struttura e vendite

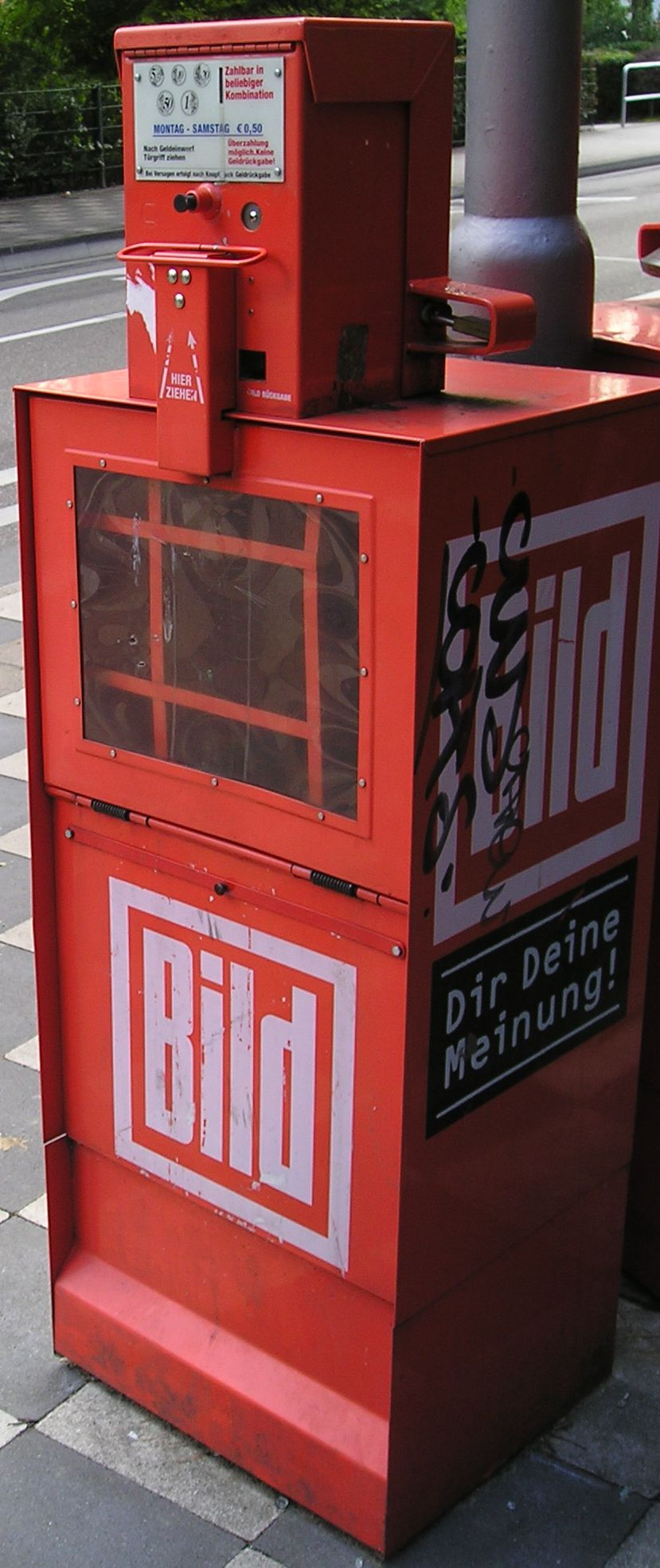
Vendita di automi (2007)

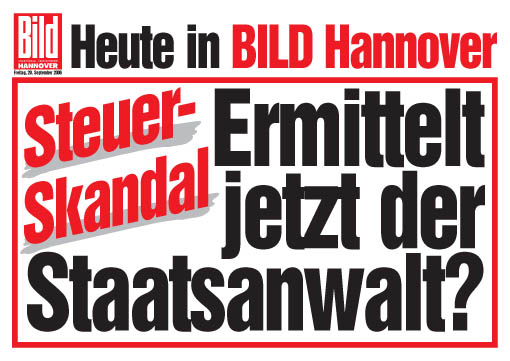
Grembiule da rivenditore dal quotidiano Bild

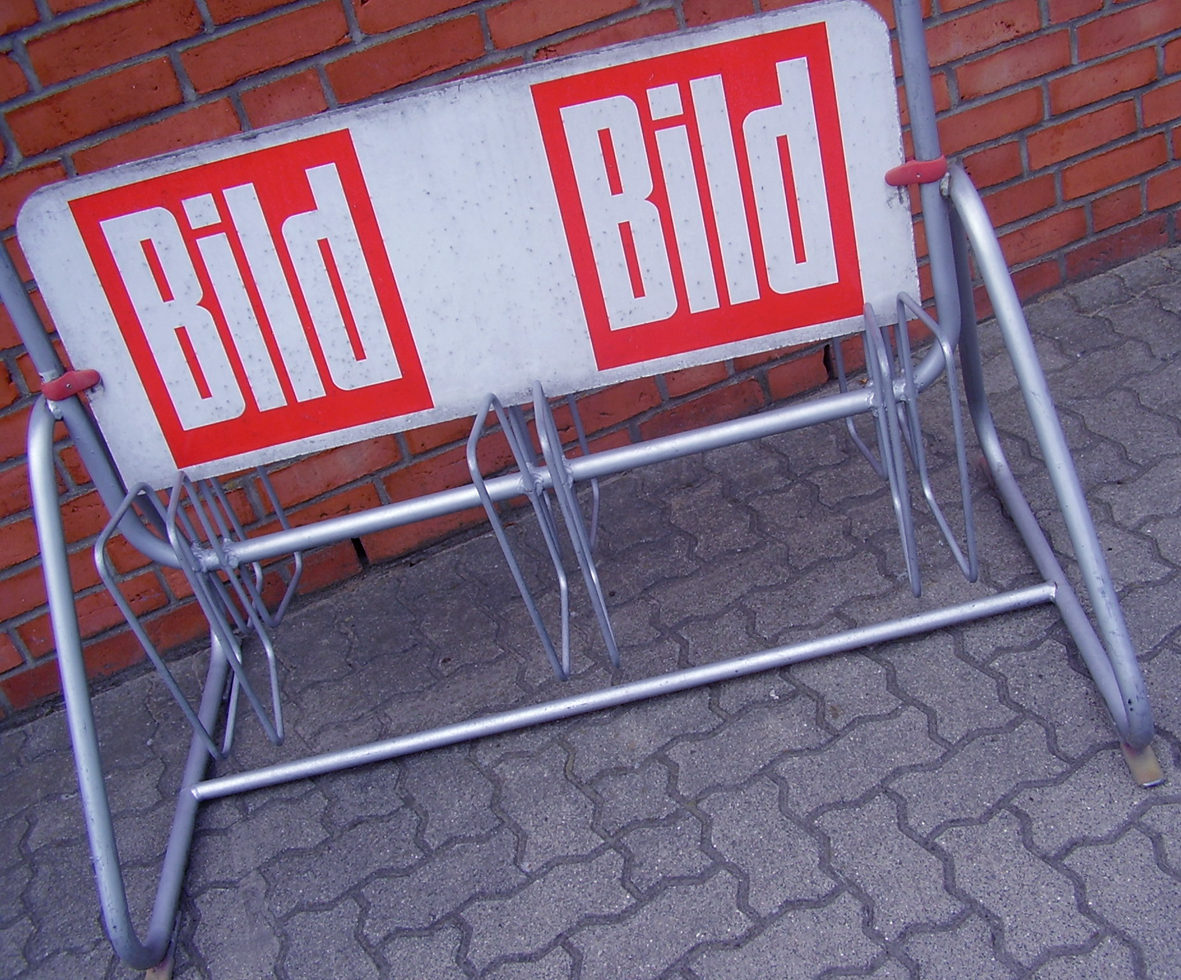
Pubblicità BILD

Il giornale viene pubblicato dal lunedì al sabato in un'edizione federale e in 26 edizioni regionali e cittadine, diverse per portata e contenuto. La domenica esce il giornale gemello “Bild am Sonntag”.
BILD viene venduto con oltre 100.000 copie in 44 paesi. In origine era un giornale acquistato, ma ora è anche possibile abbonarsi. Tuttavia, come i primi rappresentanti del genere scandalistico, viene offerto ancora oggi per strada (Boulevard). Le edicole mobili di giornali, finora comuni, sono state integrate e parzialmente sostituite dai distributori automatici. In alcune città, nel 2019, i distributori automatici di giornali sono stati rimossi a causa dell’aumento delle tariffe speciali per la circolazione stradale.

## Principali riviste collegate
- Bild am Sonntag, dal 1956
- Bild der Frau, dal 1983
- Bildwoche, dal 1983
- Auto Bild, dal 1986
- Sport Bild, dal 1988
- Computer Bild, dal 1996